# Різдво з невдахами
«Різдво з невдахами» (англ. Christmas with the Kranks; інша назва — «Різдво з Кренками») — різдвяна сімейна комедія 2004 року режисера Джо Рота з Тімом Алленом та Джеймі Лі Кертіс у головних ролях. Фільм створено за романом Джона Грішема «Пропустити Різдво» 2001 року. Прем'єра в США відбулася 24 листопада 2004 року, в Україні — 6 січня 2005 року.
У фільмі розповідається про подружню пару, яка вирішила пропустити Різдво хоча б на рік, оскільки їхня донька поїхала на навчання. Така дивна поведінка вразила та розчарування їхніх сусідів, поки їхня донька не вирішила повернутися додому зі своїм коханим на Святвечір. З допомогою сусідів та друзів вдалося організувати грандіозне свято Різдва.
Гасло фільму: «Це свято вони довго не забудуть».

## Сюжет
Звичайна американська родина Кренків щороку святкувала Різдво, влаштовуючи для всіх найкращі вечірки. Але ця вся передріздвяна метушня з часом починає набридати й ось, коли донька Лютера і Нори Кренк їде навчатися в Перу, Лютеру випадає єдиний шанс купити квитки в турне на круїзний лайнер на всі Різдвяні канікули по Карибському морю й заощадити при цьому купу грошей. Подружжя вирішує, що на це Різдво жодних гірлянд, снігових баб, святкових вечер і навіть ніякої… ялинки і з чистою совістю збирають валізи.
Незабаром про це дізнається один із сусідів Кренків, а наступного ранку і все містечко. Городяни починають організовувати мітинги та протести, Нора вже була готова піти на поступки та встановити ялинку та снігову бабу у дворі, щоб мешканці містечка заспокоїлися, але слово чоловіка — закон. Однак обставини змінюються, до мами та тата несподівано на Різдвяні вихідні має приїхати донька Блер зі своїм нареченим Енріке. Кренкам доводиться терміново бігти до магазину за майже розкупленими продуктами та встигнути прикрасити будинок до того, як Блер приїде додому.
Відчайдушні спроби знайти ялинку та частування марні. Поліція затримує Лютера, який спробував забрати ялинку з будинку сусіда. Здавалося, все пропало, але в найскладніший момент на допомогу приходять сусіди на чолі з Віком Фромейром. Вони вирішили, що донька не повинна втрачати свято через дивацтво батька і спільними зусиллями влаштовують чудову вечірку. Блер доставляють з аеропорту з поліцейським кортежем і свято проходить за найвищим розрядом. Наприкінці Лютер віддає свою пропадаючу путівку на Кариби небагатому літньому сусідському подружжю як різдвяний подарунок і залишається з родиною будинку.

## У ролях
| Актор                  | Роль                                   |
| ---------------------- | -------------------------------------- |
| Тім Аллен              | Лютер Кренк                            |
| Джеймі Лі Кертіс       | Нора Кренк                             |
| Ден Екройд             | Вік Фромеєр сусід Кренків              |
| Майкл Еммет Волш       | Волт Шил сусід Кренків                 |
| Елізабет Франц         | Бев Шил дружина Волта, сусідка Кренків |
| Ерік Пер Салліван      | Спайк Фромеєр син Віка                 |
| Чіч Марін              | офіцер поліції Саліно                  |
| Джейк Бьюзі            | офіцер поліції Трін                    |
| Остин Пендлтон         | Марті незнайомець                      |
| Том Постон             | Панотець Забріскій священик            |
| Джулі Гонсало          | Блер Кренк донька Лютера та Нори       |
| Рене Лаван             | Енріке Декардінал жених Блер           |
| Керолайн Рі            | Кенді подруга Нори                     |
| Фелісіті Гаффман       | Меррі подруга Нори                     |
| Патрік Брін            | Обі                                    |
| Боніта Фрідерісі       | Джуд Бекер                             |
| Девід Хорнсбі          | Ренді Бекер                            |
| Кевін Чемберлін        | містер Скенлон глава бойскаутів        |
| Марк Крістофер Лоуренс | Вес Трогден сусід Кренків              |
| Арден Майрін           | Дейзі дівчина в солярії                |
| Кім Родс               | Джулі співробітниця Кренка             |
| Мет Волш               | сусід Кренків                          |

## Критика
Фільм здебільшого зустріли критики негативно. Він завоював лише 5 % позитивних відгуків, отримавши цим статус «гнилого» фільму на сайті рецензій Rotten Tomatoes. Негативні відгуки були засновані, зокрема, на тому, що всі сусіди у кварталі різко почали критикувати Кренків за недотримання різдвяних традицій.

## Виробництво
Фільм мав зніматися у кварталах Чикаго та Лос-Анджелеса, але через погіршення погодних умов зйомки було перенесено до павільйонів.
На виробництво фільму було витрачено $60 000 000. Попри такі негативні відгуки критиків, фільм не провалився в прокаті, в перший же вікенд фільм заробив $21 570 867, посівши третє місце після «Скарбу нації» та «Суперсімейки».

### Український переклад
Фільм продубльовано українською мовою телеканалом К1 (двоголосий закадровий голос).

## Нагороди
| Рік  | Нагорода            | Категорія                                             | Результат | Претендент |
| ---- | ------------------- | ----------------------------------------------------- | --------- | ---------- |
| 2005 | Kids' Choice Awards | Улюблений актор                                       | Номінація | Тім Аллен  |
| 2005 | Young Artist Award  | Найкращий сімейний художній фільм — Комедія чи мюзикл | Перемога  | -          |